# Bistrica (Črnomelj, Slovenija)
Bistrica je naselje u slovenskoj Općini Črnomelju. Bistrica se nalazi u pokrajini Dolenjskoj i statističkoj regiji Jugoistočnoj Sloveniji. 

## Stanovništvo
Prema popisu stanovništva iz 2002. godine naselje je imalo 4 stanovnika.